# حوزه انتخابیه چهل‌وچهارم کالیفرنیا
حوزه انتخابیه چهل‌وچهارم کالیفرنیا یک حوزه انتخابیه مجلس نمایندگان آمریکا است که در ایالت کالیفرنیا قرار دارد.